# 2-(2H-Benzotriazol-2-yl)-4,6-di-tert-pentylphenol
2-(2H-Benzotriazol-2-yl)-4,6-di-tert-pentylphenol (UV-328) ist eine chemische Verbindung aus der Gruppe der 2-(2-Hydroxyphenyl)-2H-benzotriazole. Es handelt sich um einen UV-Filter, der als Alterungsschutzmittel für Plastik zum Einsatz kommt. Das Inverkehrbringen und die Verwendung des Stoffes ist zum Ablaufdatum 27. November 2023 in der EU ohne Zulassung verboten.

## Darstellung
2-Nitroanilin und 2,4-Di-tert-pentylphenol werden durch eine Azokupplung zu 2,4-Bis(2-methylbutan-2-yl)-6-[(2-nitrophenyl)diazenyl]phenol umgesetzt. Dieses wird dann mittels Zink und Salzsäure zu UV-328 reduziert.

## Verwendung
2-(2H-Benzotriazol-2-yl)-4,6-di-tert-pentylphenol ist ein Lichtstabilisator für eine Vielzahl von Kunststoffen und anderen organischen Substraten. Seine Verwendung wird für die Stabilisierung von Styrol-Homo- und -Copolymeren, Acrylpolymeren, ungesättigten Polyestern, Polyvinylchlorid, Polyolefinen, Polyurethanen, Polyacetalen, Polyvinylbutyral, Elastomeren und Klebstoffen empfohlen. Es schützt Polymere sowie organische Pigmente vor UV-Strahlung und trägt dazu bei, das ursprüngliche Erscheinungsbild und die physikalische Integrität von Formteilen, Folien, Platten und Fasern während der Bewitterung im Freien zu erhalten. Die Einsatzkonzentration liegt bei 0,1–1 %.
Die Anwendung in Fahrzeuglacken, Industriebeschichtungen, Handelsfarben wie Holzlasuren oder Do-it-yourself-Farben wird ebenfalls empfohlen. Daneben wird es auch in Körperpflegeprodukten und in Druckfarben im Lebensmittelbereich eingesetzt. 2-(2H-Benzotriazol-2-yl)-4,6-di-tert-pentylphenol wurde in einem Patent aus dem Jahr 1961 betreffend Ultraviolettstrahlung absorbierende Filter für photographische Zwecke erwähnt.

## Vorkommen
In deutschen Gewässern wurde UV-328 in Sedimenten, Schwebstoffen, Lebern von Brassen sowie in Dreikantmuscheln nachgewiesen.
Der Nachweis von UV-328 in Kunststoffproben, die an abgelegenen Stränden gesammelt wurden, in den Mägen von Seevögeln und in Bürzeldrüsenöl zeigt, dass es auch über weite Entfernungen transportiert und von Biota aufgenommen wird. In arktischen Biota wurde es unter anderem in Eiern von Eiderenten, Dreizehenmöwen, Krähenscharben und Eismöwen sowie in den Lebern von Nerzen nachgewiesen.

## Eigenschaften
Der Octanol-Wasser-Verteilungskoeffizient (log KOW) beträgt 7,93. Für kanadische Flussfische wurde ein Bioakkumulationsfaktor (log BAF) von 2,6–3,4 gemessen.
UV-328 wurde in Studien zur Toxizität bei wiederholter Verabreichung an Ratten und Hunden mit gesundheitsschädlichen Auswirkungen auf Säugetiere in Verbindung gebracht, wobei die Lebertoxizität die wichtigste Auswirkung war. In der Studie an Ratten wurde es auch mit schädlichen Auswirkungen auf die Nieren in Verbindung gebracht.

## Gefahrenbeurteilung und Verwendungsbeschränkungen
2-(2H-Benzotriazol-2-yl)-4,6-di-tert-pentylphenol wurde im Dezember 2014 in die Liste der besonders besorgniserregenden Stoffe (Kandidatenliste) gem. REACH-Verordnung aufgenommen, da es sehr persistent, sehr bioakkumulierend und toxisch ist. 2018 wurde die Aufnahme von 2-(2H-Benzotriazol-2-yl)-4,6-di-tert-pentylphenol in den Anhang XIV der REACH-Verordnung empfohlen, mit Wirkung zum 6. Februar 2020 wurde die Aufnahme in das Verzeichnis der zulassungspflichtigen Stoffe nach Anhang XIV der REACH-Verordnung beschlossen. Zum  Ablaufdatum 27. Nov. 2023 ist damit das Inverkehrbringen und die Verwendung des Stoffes in der EU ohne Zulassung verboten.
Da UV-328 zudem ein Ferntransportpotential hat, wurde es für die Aufnahme in das Stockholmer Übereinkommen vorgeschlagen. Der Ausschuss kam zum Schluss, dass UV-328 die POP-Kriterien erfüllt. Die chemische Industrie – angeführt durch die Verbände CEFIC und American Chemistry Council (ACC) – versuchten, eine Aufnahme von UV-328 zu verhindern. 2023 wurde UV-328 in den Anhang A des Stockholmer Übereinkommens aufgenommen.

## Externe Links zu erwähnten Verbindungen
1. ↑  Externe Identifikatoren von bzw. Datenbank-Links zu 2,4-Di-tert-pentylphenol:  CAS-Nr.: 120-95-6, EG-Nr.: 204-439-0, ECHA-InfoCard: 100.004.036, PubChem: 8455, ChemSpider: 8144, Wikidata: Q72470126.
2. ↑  Externe Identifikatoren von bzw. Datenbank-Links zu 2,4-Bis(2-methylbutan-2-yl)-6-[(2-nitrophenyl)diazenyl]phenol:  CAS-Nr.: 52184-19-7, EG-Nr.: 257-716-3, ECHA-InfoCard: 100.052.453, ChemSpider: 14030158, Wikidata: Q27271600.